# 大阪府立柴島高等学校
大阪府立柴島高等学校（おおさかふりつ くにじま こうとうがっこう）は、大阪府大阪市東淀川区柴島に所在する公立の高等学校。

## 概要
阪急京都線と阪急千里線の線路に挟まれた形で立地している。
1975年に開校した。全日制総合学科を設置している。総合学科では、福祉、多文化理解、都市デザイン、エコロジー・サイエンス、ライフデザインの5系列を開設し、環境や福祉に関する科目、スポーツに関する科目、大阪の地理や歴史に関する科目、外国語に関する科目、芸術に関する科目や、希望進路に応じた科目が開講されている。1年次は通常の普通科高等学校に近い形で、芸術の選択科目以外はクラスで授業を受けるが、2-3年次にはホームルームや最小限の共通履修科目以外は多彩な選択科目を受講して学習する。2-3年次については単位の半期認定をおこなっている。
平和教育や人権教育、環境教育、国際交流に力を入れている。
知的障害を持つ生徒を積極的に受け入れ、知的障がい者自立支援コースを設置している。知的障害者自立支援コースは「アミティエ」（フランス語で「友情」の意）の愛称が付けられている。生徒は通常の学級に所属しながら、ホームルームクラスでほかの生徒ともに受ける授業とアミティエルームで受けるコース生徒向けの少人数授業が約半分ずつとなっている。また2018年度より、発達障害などの生徒を対象にした通級指導教室が設置されている。生徒は通常学級に所属しながら、必要に応じて別室で個別指導の授業を受ける。

## 沿革
1970年代の高校生急増期に対応し、1973年に高校新設の予算が大阪府議会で承認された。その後大阪府議会での条例改正を経て、1975年4月に全日制普通科高等学校として大阪府立柴島高等学校が現在地に開校した。
1996年に、大阪府立今宮高等学校・大阪府立松原高等学校とともに大阪府立高等学校としては初めて、総合学科への改編をおこなった。
1980年代より障がいを持つ生徒を､正式な学籍は持たないもののともに教育活動に参加する「準高生」の形で受け入れ、障害児とともに学ぶ取り組みを進めてきた。2000年には「知的障がいのある生徒の高校受け入れに係る調査研究校」に指定され、研究と検討を進めたのち、2006年より知的障がい者自立支援コースを設置している。

### 年表
- 1973年 - 大阪府議会で大阪府立第95高等学校（仮称）の設置が決定。
- 1975年 - 大阪府立柴島高等学校として現在地に開校。全日制普通科を設置。
- 1996年 - 総合学科高校に改編。
- 2000年 - 「知的障がいのある生徒の高校受け入れに係る調査研究校」に指定。
- 2006年 - 知的障がい者自立支援コースを設置。
- 2018年 - 通級指導教室を設置[3]。

## 交通
- 阪急千里線・柴島駅より西へ約250m
- 阪急京都線・崇禅寺駅より南東へ約300m

## 出身者
- 川西友子 - 元プロボクサー。